# Ejei Khan
Ejei Khongghor (tiếng Mông Cổ: ᠡᠵᠡᠢ ᠻᠥᠩᠭᠥᠷ, chữ Crill: Эджей-хан, chữ Hán: 额尔克孔果尔, Hán-Việt: Ngạch Nhĩ Khắc Khổng Quả Nhĩ, ? - 1641) là con trai của Ligdan Khan và là Khả hãn cuối cùng của dòng họ Bột Nhi Chỉ Cân tại Mông Cổ, những người đã từng thành lập Đế quốc Mông Cổ hùng mạnh vào thế kỷ 13. Vương triều Bắc Nguyên, vốn là tàn dư của nhà Nguyên rút lui về quê hương Mông Cổ sau năm 1368, đã chính thức chấm dứt vào thời điểm này.

## Cuộc đời
Ejei Khan là con trai của Ligdan Khan và Tô Thái Thái hậu.
Đến đầu thế kỷ 17, gia tộc Bột Nhi Chỉ Cân đã mất gần như toàn bộ quyền lực. Sau khi cha mất năm 1634, Ejei Khan và mẹ của ông bị bao vây bởi hơn 10.000 kỵ binh người Nữ Chân dưới sự lãnh đạo của Đa Nhĩ Cổn, Nhạc Thác, Tát Cáp Lân và Hào Cách, trong một cuộc tấn công bất ngờ vào tháng 4 năm 1635. Sau khi cân nhắc các lựa chọn, Ejei và mẹ ông quyết định đầu hàng và được cho là đã dâng Ngọc tỷ truyền quốc của nhà Nguyên cho Hoàng Thái Cực và tước hiệu Đại hãn được truyền lại cho Hoàng đế Mãn Châu, người sáng lập triều Thanh. Sau đó, Tô Thái Thái hậu trở thành Đích Phúc tấn của Trịnh Thân vương Tế Nhĩ Cáp Lãng.
Ejei sau đó làm theo lệnh của triều đình nhà Thanh, yêu cầu tàn quân của một số bộ lạc Mông Cổ vẫn còn đang chiến đấu với người Nữ Chân, phải đầu hàng, và ông đã thành công. Vào tháng 3 năm 1636, tất cả các cuộc kháng chiến đã chấm dứt và các thủ lĩnh Mông Cổ trong tổng số 16 gia tộc và 49 tiểu gia tộc tập trung tại Thẩm Dương, thể hiện sự quy thuận với Hoàng Thái Cực, chính thức đánh dấu sự diệt vong của nhà Bắc Nguyên sau gần 270 năm tồn tại. Hãn quốc Mông Cổ đến đây chính thức kết thúc, phân thành tả hữu dực Sát Cáp Nhĩ Bát kỳ. Ejei được Hoàng Thái Cực phong làm Sát Cáp Nhĩ Thân vương, một danh hiệu mà ông giữ cho đến khi qua đời năm 1641, và được thừa kế bởi người em trai A Bố Nại (阿布奈). Ông cũng được vua Thanh gả cho con gái mình là Mã Khách Tháp.

## Hậu thế
Sự quy phục của Ejei với nhà Thanh tưởng chừng sẽ giúp cho gia tộc Mông Cổ của ông được yên ổn sau này, nếu như họ chấp nhận an phận với chức Thân vương ở Sát Cáp Nhĩ. Nhưng vị Thân vương Mông Cổ kế vị là A Bố Nại đã công khai thể hiện sự bất mãn của mình đối với chính quyền Mãn Châu và ông đã bị Hoàng đế Khang Hi đưa vào quản thúc tại Thẩm Dương vào năm 1669. Vương vị của A Bố Nại được chuyển sang cho con trai ông là Bố Nhĩ Ni (布尔尼) vào tháng 9 cùng năm. Bố Nhĩ Ni đã cố gắng cẩn thận để không thể hiện bất kỳ dấu hiệu nào của việc chống đối nhà Thanh, nhưng cuối cùng vào năm 1675, ông ta quyết định nổi loạn cùng với em trai của mình là La Bố Tàng (罗布藏), hưởng ứng theo loạn Tam Phiên. Tuy nhiên, họ đã mắc sai lầm nghiêm trọng khi tin rằng những người Mông Cổ khác sẽ tham gia cùng họ, trong khi thực tế chỉ có 3.000 người Mông Cổ Chahar tham gia cuộc nổi loạn. Do đó Khang Hi chỉ cần một trận chiến quyết định duy nhất vào ngày 20 tháng 4 năm 1675 để đánh bại và tiêu diệt hoàn toàn lực lượng của Bố Nhĩ Ni, cũng như bất cứ ai theo ông, những người sau đó đã bị truy sát khi đang cố rút chạy. Sự trừng phạt của triều đại nhà Thanh đối với tàn dư Mông Cổ do đó trở nên rất khắc nghiệt: tất cả những người đàn ông trong Hoàng tộc của Chahar đều bị xử tử, bao gồm cả những đứa trẻ được sinh ra từ các Công chúa nhà Thanh kết hôn với họ, và tất cả những người phụ nữ Chahar đều bị bán làm nô lệ trừ những Công chúa người Mãn Châu.